# Arroyo José Ignacio
El arroyo José Ignacio es un curso de agua uruguayo que atraviesa el departamento de  Maldonado perteneciente a la cuenca hidrográfica del océano Atlántico.
Nace en la Sierra de Carapé y desemboca en la laguna José Ignacio tras recorrer alrededor de  61 km.